# Helleborus dumetorum
Helleborus dumetorum là một loài thực vật có hoa trong họ Mao lương. Loài này được Waldst. & Kit. ex Willd. mô tả khoa học đầu tiên năm 1809.

## Hình ảnh

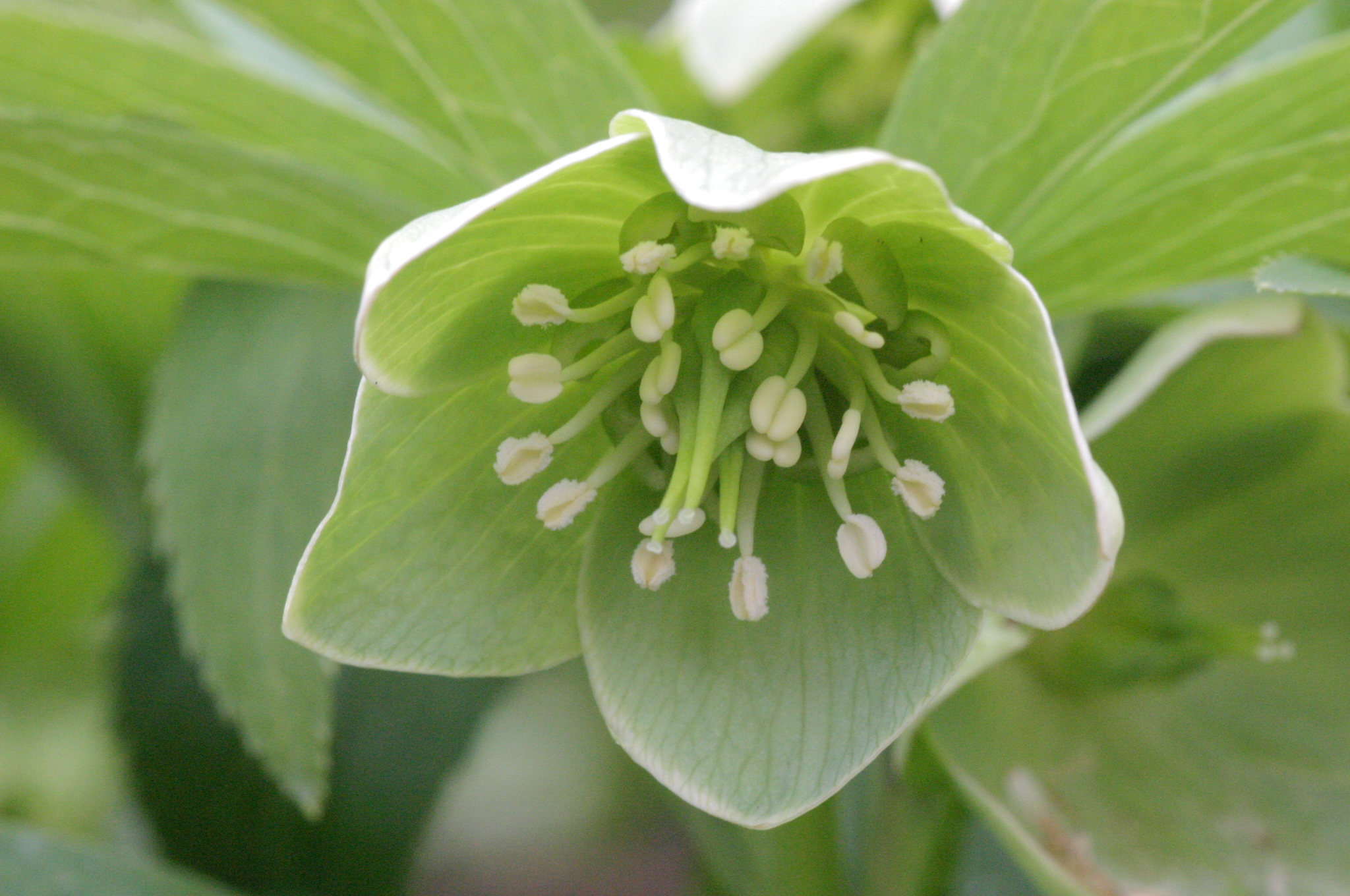
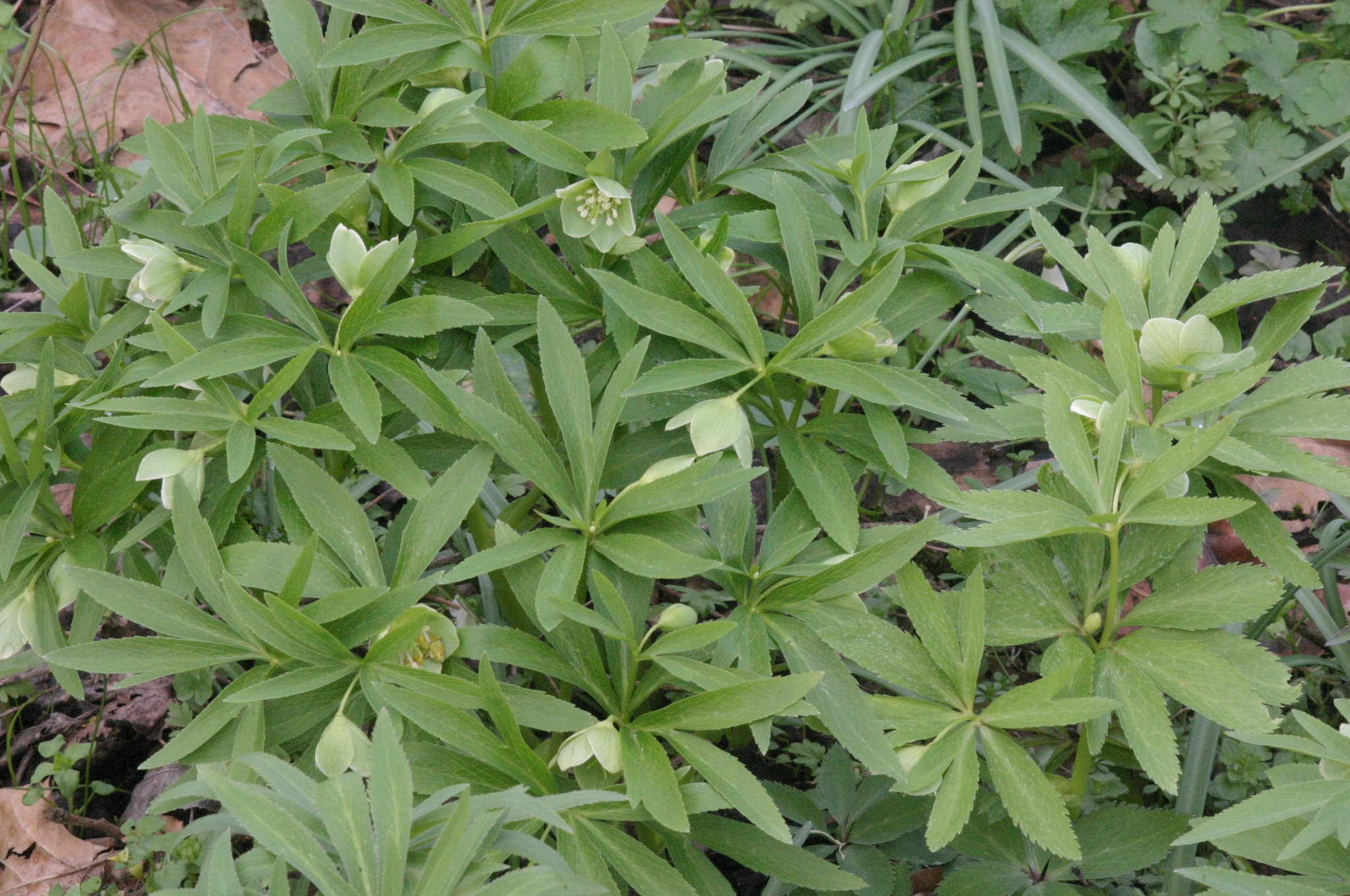
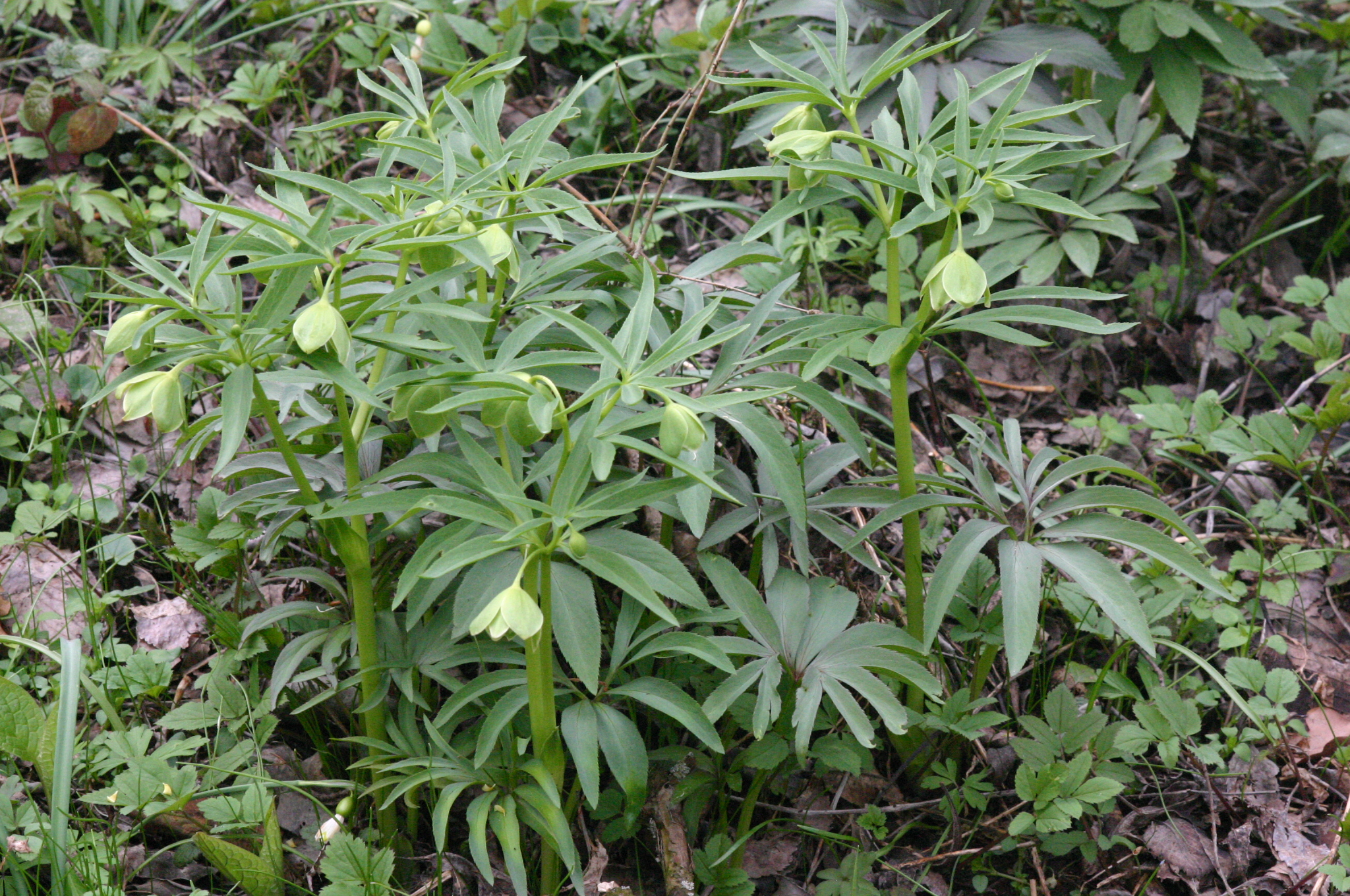
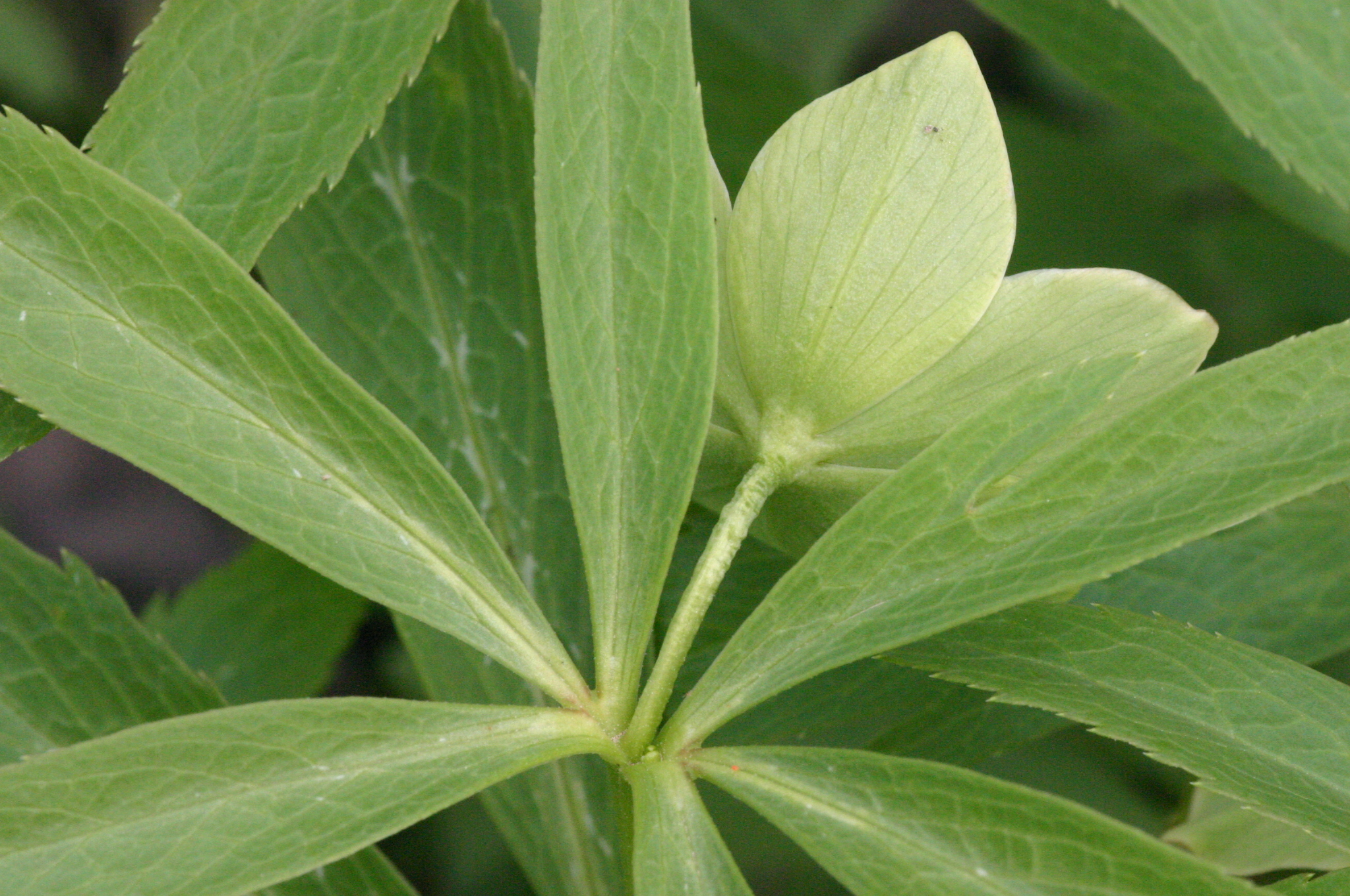